# Südbikomi
Südbikomi (indonesisch Bikomi Selatan) ist ein indonesischer Distrikt (Kecamatan) im Westen der Insel Timor.

## Geographie
| „Dorf“ (Desa)  | Fläche   | Einwohner |
| -------------- | -------- | --------- |
| Maurisu        | 6,2 km²  | 412       |
| Naiola         | 4,43 km² | 3.041     |
| Oetalus        | 4,72 km² | 590       |
| Oelami         | 3,37 km² | 2.077     |
| Kiusili        | 2,15 km² | 940       |
| Nordmaurisu    | 5,57 km² | 472       |
| Südmaurisu     | 11,8 km² | 639       |
| Tublopo        | 5 km²    | 1.489     |
| Zentralmaurisu | 2,44 km² | 361       |
| Ostnaiola      | 3 km²    | 1.245     |

Der Distrikt befindet sich im Süden des Regierungsbezirks Nordzentraltimor (Timor Tengah Utara) der Provinz Ost-Nusa-Tenggara (Nusa Tenggara Timur). Nördlich liegen die Distrikte Zentralbikomi (Bikomi Tengah), Kefamenanu, Westinsana (Insana Barat) und Insana, südlich Zentralmiomaffo (Miomaffo Tengah), Noimuti, Ostnoimuti (Noimuti Timur) und der zum Regierungsbezirk Malaka gehörende Distrikt Rinhat.
Südbikomi hat eine Fläche von 48,68 km² und teilt sich in zehn Desa. Im Westen befinden sich Kiusili, Oelami, Oetalus und Naiola. Im Osten liegen Südmaurisu (Maurisu Selatan), Maurisu, Nordmaurisu (Maurisu Utara) und Zentralmaurisu (Maurisu Tengah). Das Zentrum des Distrikts bilden Ostnaiola (Naiola Timur) und Tublopo. Der Verwaltungssitz befindet sich in Oelami. Das Territorium liegt zumeist in einer Meereshöhe zwischen 200 m und 700 m. Das Klima teilt sich, wie sonst auch auf Timor, in eine Regen- und eine Trockenzeit.

## Einwohner
2017 lebten in Südbikomi 11.266 Einwohner. 5.532 sind Männer, 5.734 Frauen. Die Bevölkerungsdichte liegt bei 231 Personen pro Quadratkilometer. 9.739 Personen bekennen sich zum katholischen Glauben, 1.336 sind Protestanten, 159 Personen muslimischen Glaubens und 32 Hindu und Buddhisten. Im Distrikt gibt es elf katholische und sieben protestantische Kapellen und eine Moschee.

## Wirtschaft, Infrastruktur und Verkehr
Die meisten Einwohner des Distrikts leben von der Landwirtschaft. Als Haustiere werden Rinder (4.511), Pferde (26), Büffel (34), Schweine (3.315), Ziegen (519) und Hühner (6.973) gehalten. Auf 395 Hektar wird Mais angebaut, auf 540 Hektar Reis, auf 130 Hektar Maniok, auf 28 Hektar Erdnüsse und auf 13 Hektar grüne Bohnen. Des Weiteren erntet man Avocados, Mangos, Rambutans, Orangen, Papayas, Bananen, Ananas und Jackfrüchte. Auf Plantagen wachsen Kokosnüsse, Cashewnüsse, Kaffee, Kakao (in kleinen Mengen), Haselnüsse, Kapok, Arecanüsse und etwas Vanille und Pfeffer. Insgesamt dienen 4.515 Hektar als landwirtschaftliche Flächen.
In Südbikomi gibt es 15 Grundschulen, fünf Mittelschulen, eine weiterführende Schule und eine Hochschule.
13,03 Kilometer Straßen sind asphaltiert. Mit Kies sind 13,02 Kilometer Straßen bedeckt. Einfache Lehmpisten im Distrikt haben eine Länge von 0,8 Kilometer. Der öffentliche Verkehr wird betrieben durch 14 Kleinbusse, 15 Pick Ups und Lastwagen, 155 Motorrädern und zwei anderen Fahrzeugen.